# La Désenchantée
Pour les articles homonymes, voir Désenchantée (homonymie).
Pour plus de détails, voir Fiche technique et Distribution.
La Désenchantée est un film dramatique réalisé en 1990 et écrit par Benoît Jacquot, avec Judith Godrèche et Marcel Bozonnet.

## Synopsis
À la fois tranche de vie, étude de mœurs, étude psychologique : quelques jours de la vie de Beth, lycéenne à Paris qui voit s'approcher la date du bac de Français. Le désenchantement naît de la conduite de son petit ami, qu'elle trouve infâme. Elle vit avec sa mère gravement malade et son jeune frère de 8 ans comme un ami complice. Il n'y a pas d'homme à la maison : le trio dépend financièrement d'un oncle qui s'intéresse à Beth de trop près. Beth drague dans une boîte un jeune maladroit qu'ensuite elle laisse en plan ; pour l'école elle prépare un exposé sur Rimbaud ; elle rompt avec son petit ami et organise sa vengeance grâce au soutien d'un camarade de classe qui est amoureux d'elle. Elle rencontre Alphonse, un personnage mystérieux et marginal, en âge d'être son père et auprès de qui elle pourrait se sentir en sécurité. Elle cède à l'insistance de sa mère et rend visite à son oncle. 

## Fiche technique
- Titre original : La Désenchantée
- Titre international anglais : The Disenchanted
- Réalisation et scénario : Benoît Jacquot
- Production : Philippe Carcassonne
- Musique dans la boîte : Jorge Arriagada
- Musique préexistante : Brahms
- Photographie : Caroline Champetier
- Son : Michel Vionnet
- Montage : Dominique Auvray
- Format : couleur - stéréo
- Durée : 78 minutes
- Date de sortie : France - 31 octobre 1990

## Distribution
- Judith Godrèche : Beth
- Marcel Bozonnet : Alphonse
- Ivan Desny : l'oncle
- Malcolm Conrath : l'autre
- Thérèse Liotard : la mère de Beth
- Thomas Salsmann : Rémi
- Hai Truhong Tu : Chang
- Francis Mage : Édouard
- Stéphane Auberghen : la mère d'Édouard
- Marion Ferry : la professeur de français
- Caroline Bonmarchand : la copine de Beth

### Presse
- Thierry Jousse, « Beth dans la jungle », Cahiers du cinéma n° 437, novembre 1990.
- Thierry Jousse et Serge Toubiana, entretien avec Judith Godrèche et Benoît Jacquot, Cahiers du cinéma n° 437, novembre 1990.